# ラファエル・パス
ラファエル "ラファ"・パス・マリン（Rafael 'Rafa' Paz Marín、1965年8月2日 - ）は、スペイン・プエブラ・デ・ドン・ファドリケ出身の元サッカー選手。ポジションはミッドフィールダー。

## クラブ経歴
パスはグラナダ県のプエブラ・デ・ドン・ファドリケで生まれた。13シーズン在籍したセビージャFCではラ・リーガだけでも340試合以上に、公式戦を含めると400試合以上もセビージャのレギュラーとして出場し続けた。1989-90シーズンにはキャリアハイとなるリーグ6ゴールを挙げ、チームのUEFAカップ出場権獲得に大きく貢献した。
1997年にセビージャがセグンダ・ディビシオンに降格すると、クラブを退団し、アトレティコ・セラヤに加入し、シーズン終了後に現役を引退した。アトレティコ・セラヤでは代表でのかつての同僚だったエミリオ・ブトラゲーニョとチームメイトだった。

## 代表経歴
先述の通り、キャリアハイを迎えた1990年にスペイン代表初招集を受けた。この年、代表活動1年で7試合に出場した。また、同年の1990 FIFAワールドカップにも参加している。

## タイトル
U-20スペイン代表
- FIFA U-20ワールドカップ準優勝 : 1回 (1985)